# Микронезийские языки
Микронези́йские языки́ — группа языков, относящаяся к океанийской ветви австронезийских языков. Распространены в Микронезии: в Федеративных Штатах Микронезии, на Маршалловых Островах, в Науру, Кирибати и в Республике Палау. Крупнейшие по числу носителей микронезийские языки — кирибати и маршалльский.
Разделение пра-микронезийского на отдельные языки началось в нач. 1-го тыс. до н. э. после заселения океанийцами Микронезии.

## Классификация
Включают 18 языков. Ниже даётся их классификация по Линчу:
- науруанский язык
- ядерные (собственно) микронезийские языки
  - косяэ (кусаие) язык — о. Кусаие, на крайнем востоке Федеративных Штатов Микронезии
  - центральномикронезийские языки
    - кирибати (гильбертский),
    - банаба

  - западномикронезийские языки
    - маршалльский язык — Маршалловы Острова
    - понпейско-трукские языки
      - понпейские языки (понапеанские)
        - понпейский язык (понапе)
        - мокильский язык
        - пингелапский язык

      - трукские языки
        - трукский язык (чуук)
        - мортлокский язык
        - улитийский язык
        - сатавальско-каролинский язык
        - волеаи
        - пулуватский язык
        - паафангский язык
        - намонуитский язык
        - мапийский язык (мапия) — вымер, Индонезия
        - сонсорольский язык — Палау
        - тобийский язык — Палау

Не всё коренное население Микронезии (микронезийцы) говорит на микронезийских языках. Некоторые языки, распространённые в пределах Микронезии, не относятся к числу микронезийских языков, хотя отдалённо родственны им. Например, языки чаморро и палау — западно-индонезийские. Язык яп, хотя и относится к океанийской ветви, но близкого родства с микронезийскими языками не обнаруживает. Языки капингамаранги и нукуоро, на которых говорят на одноимённых атоллах на юго-востоке Федеративных Штатов Микронезии, — полинезийские.